# Ђорђе Мартиновић
Ђорђе Мартиновић (1928 — 6. септембар 2000, Читлук код Крушевца) био је Србин са Косова и Метохије који је 1985. примљен у дом здравља у Гњилану са повредама изазваних гурањем стаклене флаше у његов анус. Иако су тачне околности инцидента остале неразрешене годинама касније, званично, приликом мастурбације са флашом, оклизнуо се и набио флашу у анус, те је флаша пукла. Друго објашњење је да су га мучили Албанци набијањем на колац на чијем је врху била полулитарска стаклена флаша. Док је тим лекара из четири југословенске републике закључио да повреде нису могле да буду самонанете, месец дана касније, друго мишљење је изнето од стране другог тима да је повреда могла да буде самонанета. Званична верзија одбачена је судском пресудом из 1990, која никада није спроведена. Овај случај је погоршао тензије између Срба и Албанаца на Косову и Метохији.

## Догађај
1. маја 1985. у 13 часова, Ђорђе Мартиновић је пресретнут на својој њиви и набијен на колац, на чијем је врху била полулитарска стаклена пивска флаша. Флаша је кроз чмар набијена у утробу, данцетом нагоре, а на дрво била натакнута кроз грлић. Зауставила се тик под десним подребарним луком и, поломљена, остала у утроби жртве.
Мартиновић је смогао снаге да се допеља до пута, одакле је пребачен у приштинску болницу. Хитну операцију вађења флаше водила су три хирурга, од којих су двојица били етнички Албанци. Они су накнадно позвали трећег хирурга, Србина др Морачића, уплашени од флаше и срче коју је требало извадити. Др Морачић је после операције описао да је призор који је затекао био „језив“.
Прва вест о догађају објављена је три дана касније, 4. маја 1985. у београдској Политици. Гласила је:
Службеник Дома ЈНА у Гњилану, Ђорђе Мартиновић, набијен је на колац 1. маја на својој њиви Јаруга, два километра од Гњилана. Ово злодело извршили су шиптарски терористи.— „Политика“
Да је над Мартиновићем извршен гнусан злочин насиља говорило је и прво саопштење власти из Гњилана, а касније потврдиле и многе комисије лекара специјалиста, док су други тврдили да су повреде могле бити самонанете. О случају је писала цела домаћа, као и страна штампа.

## Развој случаја
Како је прича доспела у медије, јавност се узнемирила, а случај је почео постајати симболом насиља над Србима на Косову и српског незадовољства и осећаја виктимизованости. Суочено са причом у гротескном несугласју са званичном мантром о братству и јединству, бојећи се да би признање да је косовски Србин содомизован у етнички и верски мотивисаном злочину мржње ојачало српски национализам у СФРЈ или чак довело до побуне Срба, комунистичко руководство одлучило је да учини све да злочин не буде приписан етничким Албанцима и да прича добије другачију представу у јавности, како би изгледала потпуно исконструисаном. Према писању Гласа јавности из 2000, случај је водио Стане Доланц, савезни секретар унутрашњих послова и шеф контраобавештајне службе СФРЈ.
У посету Мартиновићу, који је још био у тешком животном стању, долази његов претпостављени, пуковник Новак Ивановић, начелник Дома ЈНА у Гњилану, и захтева од њега да призна да се сам набио на флашу у аутоеротском акту. Ивановић је годину дана касније у исповести за часопис Интервју навео да га је на ово натерао извесни генерал Стојановић. Након овога, пуковник Ивановић добија прекоманду за Зрењанин.
Мартиновић је затим из Приштине превезен на Војно-медицинску академију у Београду, где је поново оперисан. Тим од пет лекара који је предводио др Ћерамилац потписује дијагнозу којом се потврђује да самоповређивање ове врсте није могућно. Тражи се супервештачење, у којем медицински стручњаци потврђују налазе вештака. Онда је тражено супер-супервештачење од љубљанског академика Јанеза Малчинског, чији је званични налаз садржавао и оцене да је самоповређивање могуће (по неким изворима, и оцене да није могуће). За све то време, док је тешко болесни Мартиновић лежао на ВМА, наставља се са изнуђивањем признања о самоповређивању, од стране Вукашина Трумпића и Градимира Поповића из правосуђа, и уз присуство полиције. Тадашњи начелник ВМА, генерал Владимир Војводић, је одобрио испитивање. Његов заменик, Срђан Крстинић, касније адмирал у Армији Републике Хрватске, инсистирао је да се Мартиновић избаци са ВМА.
Ђорђа Мартиновића потом пребацују у Лондон, где га у болници „Сент Џорџ“ два пута оперише проктолог др Питер Холи. Др Холи је после операције изјавио:
Искључено је свако самоповређивање, злочин сам проучио са својим колегама после увида у комплетну медицинску документацију. Насиље су извршиле најмање три особе.
Др Питер Холи је након овога од Јанеза Малчинског добио писмо претеће садржине „зато што се меша у унутрашње ствари Југославије“.
За званичну Југославију, закључак је био другачији. Власти су уз друго саопштење са налазом о „самоповређивању“, супротно првом саопштењу из Гњилана, приложили налаз из Љубљане, као и добијену изјаву самог Мартиновића. 56-годишњи Ђорђе Мартиновић се, према званичној верзији, упустио у акт самозадовољења који је кренуо наопачке. Он је непријатни инцидент напросто свалио на албанске сепаратисте, истовремено га искориштавајући у пропагандне сврхе за демонизацију Албанаца и осликавање Срба као жртава. Сам Стане Доланц је закључио случај изјавивши 1987. на Телевизији Љубљана:
Случај Ђорђа Мартиновића је завршен. Моја полиција је утврдила да се сам повредио и нема судског процеса... Ђорђе је први српски самурај који је над собом извршио харакири.— Стане Доланц
Изјаву Доланца присутни новинари су пропратили смехом.
Група српских интелектуалаца и новинара писала је домаћој и светској јавности протест под насловом „Истина набијена на колац“. Писац и академик Добрица Ћосић молио је за разрешење случаја у јавном писму упућеном адмиралу Бранку Мамули и Душану Чкребићу, председнику Скупштине Србије, без одговора.
Скупштина СФР Југославије расправљала је о „случају Ђорђа Мартиновића“ осам пута без резултата. У Скупштини СР Србије, расправа је шест пута одлагана, јер су руководиоци тврдили да, према Уставу САП Косово, Скупштина Србије нема надлежност над случајем. Покрајинско руководство, којим су доминирали етнички Албанци, подржавало је тезу о самоповређивању током аутоеротског акта. Генерал Милан Даљевић из Управе Савезног секретаријата за народну одбрану, тврдио је да ЈНА нема никакве везе са случајем. Генерал Петар Грачанин, који је на месту секретара унутрашњих послова заменио Доланца, је захтевао да се предмет Ђорђа Мартиновића закључи. Према писању Гласа из 2000, савезни јавни тужилац Милош Бакић одликован је високим одликовањем, између осталог и због начина вођења истраге у случају Ђорђа Мартиновића.
Њујорк тајмс је 1986. писао како је случај 56-годишњег сељака Ђорђа Мартиновића постао најшире расправљани кривични случај током низа година у Југославији, описиван у најситнијим појединостима на телевизији и у штампи.

### Епилог
По тужби Ђорђа Мартиновића, Други општински суд у Београду донео је 1990. године пресуду према којој је држава проглашена кривом за нанете увреде и тенденциозно скривање истине. Суд је одлучио да је над Мартиновићем извршено насиље, а узео је у обзир изјаве др Холија и посебне комисије на чијем челу је био др Владислав Доџић. Држави је наложено да Мартиновићу исплати на име одштете 100.000 немачких марака. Налаз је склоњен од јавности, а одштета никада није исплаћена. Извршење пресуде су, према Милораду Бајићу, спречили савезни секретар унутрашњих послова Петар Грачанин и адмирал Бранко Мамула, који су наложили да предмет буде похрањен у Архиву ССНО.
Мартиновић је после пет операција коначно под присилом продао своју њиву у Гњилану и населио се у селу Читлук крај Крушевца, где је и преминуо 6. септембра 2000. Иза себе је оставио супругу Јагодинку, три сина, кћерку и десеторо унучади. Сва три сина и два најстарија унука били су мобилисани за време НАТО бомбардовања СРЈ 1999.

## Наслеђе
Слику страдања Ђорђа Мартиновића овековечио је сликар и академик Мића Поповић у својој слици 1. мај 1985 (Распеће Ђорђа Мартиновића), која га приказује у јасној паралели са распећем Исуса Христа, под будним оком комунистичке полиције.
О злочину су снимљена и два документарна филма, Страх од истине и Оптужујемо, режисера Милорада Бајића, који су снимани свугде где се кретао повређени Мартиновић. Филмови су приказани, једини пут за дуго времена, 1986. на фестивалу документарног филма у Дому синдиката у Београду. Емитовање ових филмова на Радио-телевизији Србије одбили су потом редом сви генерални директори ове куће: Душан Митевић, Ратомир Вицо, Милорад Вучелић, Драгољуб Милановић, Александар Црквењаков и Александар Тијанић. Емитовање на БК телевизији одбила је њихов главни уредник Бојана Лекић. Бајић је неколико пута позиван да донесе филмове, али је емитовање сваки пут отказивано у последњи час. Ово нису једини филмови овог аутора које РТС не жели да емитује. Објављивање филмова на националној телевизији захтевали су 2006. у отвореном писму председнику Тадићу и председнику Владе др Коштуници, 350 студената-чланова Парламента Правног факултета Универзитета у Београду, Младен Мркаљ, проф. др Зоран Кривокапић, један од Мартиновићевих лекара, сам Бајић, те проф. др Станислав Никић, шеф Неуропсихијатријске клинике ВМА. Бајић је поводом случаја Мартиновић некадашњем председнику Слободану Милошевићу писао сваког 1. маја, укупно 11 писама, на која није одговорено. Он тврди да је тираж три књиге, које су написане о случају, откупила углавном УДБ. До данас нису објављени документарни филмови који је снимио режисер Милорад Бајић. Чак ни Слободан Милошевић, није никада Бајићу одговорио на писмо у вези страдања Ђорђа Мартиновића.
Глас јавности оценио је да је вест о догађају била иницијална каписла за многа потоња збивања на Космету и у Југославији па, на неки начин, и чувене Осме седнице ЦК СКС годину и по дана касније. Случај је, као симбол и метафора четири пута поменут и на суђењу Слободану Милошевићу пред Хашким трибуналом.
Књижевница Светлана Велмар-Јанковић је подсетила на случај Ђорђа Мартиновића у свом ауторском чланку у Вечерњим новостима поводом једностраног проглашења независности Косова и Метохије у фебруару 2008. Према њеној оцени је „случај“ Мартиновића, „како се тај догађај тада, пре готово тридесет година, називао, отворио све будуће случајеве српског мучеништва и страдања“. I владика Атанасије Јефтић писао је како је „овај напаћени човек... живо оличење стања и страдања српског народа на Косову, од окупације 1941. до ове нове окупације око Савиндана 1990“.
Случај Ђорђа Мартиновића подигао је, због своје природе, југословенску јавност на ноге, али ово је био само један од небројених случајева насиља над неалбанцима на Косову 1980-их. Незадовољство оваквим развојем догађаја и односом српских комуниста, и решења која је у свом политичком програму понудио Слободан Милошевић, играла су пресудну улогу у његовом вртоглавом успону на власт.